# Марсове поле (Афіни)
Марсове поле, або Педіон ту Ареос (грец. Πεδίον του Άρεως) — парк в центрі Афін та утворений навколо нього район міста. Названий за античним римським районом та парком в Парижі. Парк займає площу 27,7 га, розташований приблизно за 1 км від площі Омонія. Нині його територію обмежують вулиці Маврометайон, Евелпідон, Прінгіпоніссон і проспект Александра.

## Парк Педіон ту Ареос
Парк спроектований в 1934 році на честь героїв Грецької революції 1821 року. 21 герой увічнений у скульптурних бюстах, встановлених у парку. Перед головним входом до парку встановлена кінна статуя короля Костянтина I. Перед другим входом у парк з проспекту Александра, встановлено пам'ятник англійським, австралійським та новозеландським солдатам, які взяли участь у Битві за Грецію впродовж Другої світової війни. Пам'ятник вінчає статуя богині Афіни.
В січні 2011 року муніципалітет Афін завершив реконструкцію і перебудову парку, офіційне його відкриття відбудеться 6 січня. Ініціатором та головним архітектором проекту виступив грецький архітектор Александрос Томбазіс. Загалом у парку висаджено 1200 дерев, 50 000 рослин, 7 500 і 2 500 кущів троянд. Замінене асфальтове покриття доріжок, викладено 8 800 квадратних метрів мармурових плит і 3 800 квадратних метрів гранітних плит. Окрім екологічних та візуальних аспектів проекту значну увагу приділили мікроклімату парку: температура в парку в літні місяці буде на 3-5 градусів нижче, ніж у решті міста, що перетворює парк на рукотворну оазу в центрі Афін.